# Ceresium immite
Ceresium immite là một loài bọ cánh cứng trong họ Cerambycidae.